# Агропролетарский
Агропролета́рский — хутор в Милютинском районе Ростовской области.
Входит в состав Милютинского сельского поселения.

## Население
| 2010 |
| ---- |
| 66   |

## Улицы
| - ул. Выселки, - пер. Забытый, - ул. Лиманная, | - ул. Молодёжная, - ул. Стекляновка, - пер. Хозяйственный. |